# Клоппер, Хенк
Хендрик Андрис (Хенк) Клоппер  (нидерл. Hendrik Andries "Henk" Klopper; 20 октября 1931, Ворбюрг — 30 июня 2012, Амстердам) — нидерландский футбольный судья.

## Биография
Хенк родился в октябре 1931 года в Ворбюрге. Отец — Ян Клоппер, был родом из Амстердама, мать — Хелена Мехтелдис Нелиссен, родилась в Стад Харденберге. Родители поженились в июне 1927 года в Стад Харденберге — на момент женитьбы отец был банковским служащим.
Женился в возрасте двадцати восьми лет — его супругой стала Йоханна Элизабет Гюлье. Их брак был зарегистрирован 3 сентября 1960 года.
В 1960-х годах начал обслуживать матчи Второго дивизиона Нидерландов в качестве футбольного судьи. В мае 1965 года был включён в список профессиональных судей. В марте 1966 года был линейным арбитром на товарищеском матче между сборной Нидерландов и клубом «Айнтрахт», который состоялся на Олимпийском стадионе в Амстердаме. В сентябре того же года, вновь как лайнсмен, помогал судье Питу Ромеру на матче Кубка обладателей кубков УЕФА между «Хеми Лейпциг» и «Легией». 
В сезоне 1966/67 начал судить матчи первого дивизиона, а в 1967 году дебютировал в Эредивизи — Высшем дивизионе Нидерландов.
Его двоюродный брат Дик Клоппер, сын брата отца, играл за амстердамский «Аякс».
Умер 30 июня 2012 года в Амстердаме в возрасте 80 лет.